# Taoufik Makhloufi
Taoufik Makhloufi (en arabe : توفيق مخلوفي, en berbère : ⵟⴰⵡⴼⵉⵇ ⵎⵅⵍⵓⴼⵉ), né le 29 avril 1988 à Souk Ahras en Algérie,, est un athlète algérien spécialiste des courses de demi-fond. Athlète algérien le plus médaillé aux Jeux Olympiques, il remporte la médaille d'or du 1 500 mètres à Londres en 2012 ainsi que les médailles d'argent des épreuves du 800 et du 1 500 mètres à Rio de Janeiro en 2016.
Son titre de champion olympique (Londres 2012), son aptitude à être compétitif sur les deux distances lors d'une même compétition (Maputo 2011, Rio 2016) ainsi que sa capacité à revenir très vite au plus haut niveau (Doha 2019) lui valent d'être considéré comme le meilleur athlète algérien depuis Noureddine Morceli.

## Biographie
Taoufik Makhloufi est champion d'Algérie sur 1 500 m en 2011 avec un temps manuel de 3 min 34 s 4. Son meilleur temps sur cette distance est de 3 min 28 s 75, obtenu à Monaco le 17 juillet 2015, devenant le 7e meilleur performeur de tous les temps sur cette distance. Il remporte également la médaille d'or sur 800 m, aux Jeux africains de Maputo en 2011, devant les Kényans Boaz Lalang et David Mutua avec un temps de 1 min 46 s 32. Il remporte ensuite une médaille de bronze sur 1 500 m lors de la dernière journée des compétitions. 
En 2012, sur 800 m, il porte son record à 1 min 43 s 88 pour remporter la médaille d'or des Championnats d'Afrique à Porto-Novo devant le Kényan Anthony Chemut.

Sensation des JO 2012 à Londres où il est engagé par sa fédération sur les disciplines du 800m et du 1500m, Makhloufi choisit finalement de se concentrer sur une seule distance pour mettre toutes les chances de son côté.

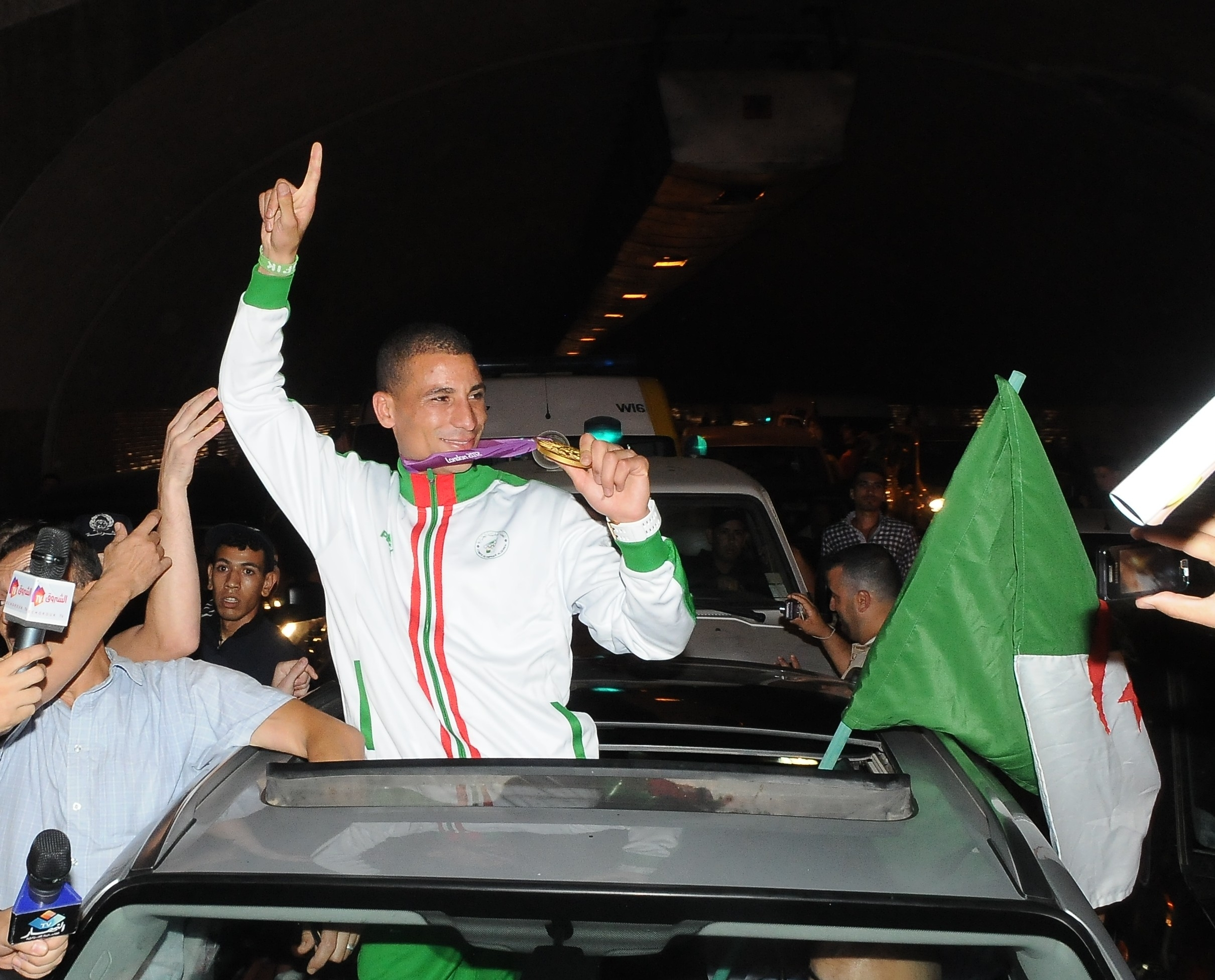
Taoufik Makhloufi en Algérie à son retour des Jeux olympiques de 2012.

Le 6 août 2012, abandonnant sa série du 800m au bout de quelques mètres pour se préserver pour le 1500m, il est exclu des Jeux olympiques de Londres pour suspicion de manque de combativité dans les séries du 800 m, après une blessure. Il est réintégré le soir même après avoir présenté un certificat médical, signé par deux médecins, attestant qu’il « souffrait d'une blessure douloureuse qui toutefois, et qu'un traitement approprié, pourrait lui permettre de courir 24 heures plus tard ». Cette exclusion-réintégration a alors suscité la polémique . Le lendemain et au terme d'une victoire éclatante, il devient champion olympique du 1 500 m en 3 min 34 s 08, devant l'Américain Leonel Manzano et le Marocain Abdalaati Iguider,.
Blessé l'année suivante et victime d'une hépatite A, Makhloufi connait une saison 2013 blanche, où il rate les Championnats du monde de Moscou.
En mai 2014, pour son retour à la compétition lors du Qatar Athletic Super Grand Prix de Doha, Taoufik Makhloufi porte son record personnel du 1 500 m à 3 min 30 s 40. Sa saison sera marquée par des résultats encourageants, mais également, par d'incessants problèmes de prise en charge avec les instances sportives de son pays.
Le 1er juillet 2015, au meeting de Nancy en France, il réalise la meilleure performance mondiale de l’année sur 1 000 m et bat le record d'Algérie de Noureddine Morceli, dans sa première course sur cette distance, en réalisant 2 min 13 s 08. Il devient ainsi le quatrième athlète le plus rapide sur la distance dans l'histoire, après Noah Ngeny, Steve Cram et Sebastian Coe.
Aux championnats du monde de Pékin en août 2015, Taoufik Makhloufi, qui s’entraîne depuis le mois de mars avec le Français Philippe Dupont, termine au pied du podium à la 4e place. Un manque de fraîcheur et une pression immense lui font rater son objectif. Il termine sa saison en septembre 2015, avec une 2e place lors du 800 m des Jeux africains.
Le 15 août 2016, il devient vice-champion olympique du 800 m aux Jeux olympiques de Rio en établissant le record d'Algérie en 1 min 42 s 61 . Dès le lendemain il remporte sa série sur 1500 m puis se qualifie pour la finale. Le 20 août 2016 il décroche une nouvelle médaille d'argent lors d'une des finales les plus lentes jamais courues que Makhloufi achève en 3 min 50 s 11, juste derrière l'Américain Matthew Centrowitz (3 min 50 s 00). S'il échoue à rapporter une médaille d'or à son pays, Makhloufi n'en réalise pas moins un doublé enthousiasmant, identique à celui d'Ivo Van Damme en 1976. Ce faisant, il s'inscrit dans la tradition des demi fondeurs complets, capables d'être performants aussi bien sur 800 mètres que sur 1 500 mètres. Si cette association était fréquente par le passé, elle tend à céder le pas à la spécialisation des coureurs sur une unique distance depuis les années 1990. De fait, avant Makhloufi, le dernier athlète médaillé sur les deux épreuves lors d'une même Olympiade était Sebastian Coe (qui, comme en 1980, avait décroché l'or sur 1 500 mètres et l'argent sur 800 mètres en 1984). 
Le 18 juillet 2017, Taoufik Makhloufi annonce son forfait pour les mondiaux de Londres à la suite de la réapparition d'une ancienne blessure au mollet.
Le 6 octobre 2019, après deux saisons vierges, Taoufik Makhloufi se classe deuxième du 1 500 mètres lors des championnats du monde 2019 à Doha et décroche la médaille d'argent.
Parti s'entrainer en Afrique du Sud au printemps 2020, il s'y retrouve bloqué pendant plusieurs mois en raison de la pandémie de Covid-19. En juillet, il accuse les autorités algériennes de l'avoir abandonné et de ne faire aucun effort pour permettre son rapatriement. Il parvient finalement à rallier Alger en prenant place dans un avion affrété par l'ambassade de France pour le rapatriement de ses ressortissants.
Il est décoré de la médaille de l'Ordre du Mérite national au rang d'Ahid le 21 octobre 2019.
En octobre 2020, Taoufik Makhloufi est cité dans une affaire de dopage après qu'un sac semblant lui appartenir a été retrouvé à l'INSEP avec du matériel de perfusion et divers médicaments. Jimmy Gressier accuse l'athlète algérien d'avoir des "pratiques de tricheur" bien qu'il reconnaisse que le sac dont il a découvert le contenu ne recelait aucun produit dopant. Makhloufi, qui ne s'était plus entrainé à l'INSEP depuis des mois et dont il n'est pas avéré que le sac lui appartient, nie catégoriquement les accusations portées contre lui et dénonce une volonté de nuire . Au demeurant, ni les investigations menées par l'OCLAESP ni l'enquête ouverte par le parquet de Paris ne connaissent de suite.
Absent des pistes depuis la finale du 1 500 mètres à Doha, il annonce en 2021 se préparer pour un retour aux Jeux olympiques de Tokyo mais doit y renoncer pour cause de blessure. Devenu très discret, il ne participe ni aux Jeux méditerranéens de 2022 à Oran ni aux Championnats du monde d'athlétisme 2022 dans l'Oregon ce qui laisse penser qu'il a mis fin à sa carrière professionnelle.

## Palmarès
| Date | Compétition            | Lieu           | Résultat | Épreuve | Temps         |
| ---- | ---------------------- | -------------- | -------- | ------- | ------------- |
| 2011 | Jeux africains         | Maputo         | 1er      | 800 m   | 1 min 46 s 32 |
| 2011 | Jeux africains         | Maputo         | 3e       | 1 500 m | 3 min 39 s 99 |
| 2012 | Championnats d'Afrique | Porto-Novo     | 1er      | 800 m   | 1 min 43 s 88 |
| 2012 | Jeux olympiques        | Londres        | 1er      | 1 500 m | 3 min 34 s 08 |
| 2014 | Championnats d'Afrique | Marrakech      | 3e       | 800 m   | 1 min 49 s 08 |
| 2015 | Championnats du monde  | Pékin          | 4e       | 1 500 m | 3 min 34 s 76 |
| 2015 | Jeux africains         | Brazzaville    | 2e       | 800 m   | 1 min 50 s 72 |
| 2016 | Jeux olympiques        | Rio de Janeiro | 2e       | 800 m   | 1 min 42 s 61 |
| 2016 | Jeux olympiques        | Rio de Janeiro | 2e       | 1500 m  | 3 min 50 s 11 |
| 2019 | Championnats du monde  | Doha           | 2e       | 1 500 m | 3 min 31 s 38 |

## Records
| Épreuve | Performance        | Lieu           | Date             |
| ------- | ------------------ | -------------- | ---------------- |
| 800 m   | 1 min 42 s 61 (NR) | Rio de Janeiro | 16 août 2016     |
| 1 000 m | 2 min 13 s 08 (NR) | Nancy          | 1er juillet 2015 |
| 1 500 m | 3 min 28 s 75      | Monaco         | 17 juillet 2015  |
| Mile    | 3 min 52 s 16      | Eugene         | 31 mai 2014      |

## Progression
| Année | Temps         | Lieu   | Date            |
| ----- | ------------- | ------ | --------------- |
| 2009  | 3 min 34 s 34 | Rome   | 10 juillet 2009 |
| 2010  | 3 min 32 s 94 | Monaco | 22 juillet 2010 |
| 2012  | 3 min 30 s 80 | Monaco | 20 juillet 2012 |
| 2014  | 3 min 30 s 40 | Doha   | 9 mai 2014      |
| 2015  | 3 min 28 s 75 | Monaco | 17 juillet 2015 |

## Distinction personnelle
- «Mohammed Bin Rashid Al Maktoum Creative Sports Award » Meilleurs sportifs arabe 2012
- «Algérie Presse Service» meilleur athlète algérien de l'année : 2012, 2019
- "El Heddaf-Le Buteur " meilleur athlète algérien de l'année : 2012
- Comité olympique du Qatar  Meilleurs sportifs arabe 2012
- «Algerian Olympic and Sports Awards»  meilleur athlète algérien de l'année :2016
- "El Khabar Erriadhi" Meilleurs sportifs algérien de la saison 2016
- Ahid de l'ordre du Mérite national d'Algérie.